# 키노 히나
키노 히나(일본어: 木野 日菜 きの ひな[*])는 사이타마현 출신의 여성 성우이다.

## 인물
- 1997년 2 월 12 사이타마 현에서 출생.
- 취미는 고양이와 놀기. 최고의에서도 5 마리 기르고있다.

## 출연

### 애니메이션
2014년
- 대도서관의 양치기 - 웨이트리스

2015년
- 내가 아가씨 학교에 '서민 샘플'로 납치당한 사건 - 학생, 아가씨, 메이드

2016년
- 나만이 없는 거리 - 야나기하라 미사토
- 아이카츠 스타즈! - 나루세 아유미
- 러브 라이브! 선샤인!! - 여학생

2017년
- 가브릴 드롭아웃 - 우에노
- 전희절창 심포기어 AXZ - 티키
- 편의점 남자친구 - 마시키 미소라

2018년
- Steins;Gate 0 - 쿠루시마 카에데
- 사랑은 비가 갠 뒤처럼 - 여자아이
- 슬로우 스타트 - 후쿠이 밤비
- 즐겁게 놀아보세 - 혼다 하나코
- 코믹 샌즈 - 루키의 팬

2019년
- 군청의 마그멜 - 의뢰인 소녀
- 스타☆ 트윙클 프리큐어 - 후와
- 우리들은 공부를 못해 - 카나
- 이세계 치트 마술사 - 수수께끼의 쌍둥이
- 저 너머의 아스트라 - 푸니시아 라파엘리
- 카구야 님은 고백받고 싶어 ~천재들의 연애 두뇌전~ - 미키
- 케모노 프렌즈 2기 - 큰돌고래

2020년
- 마기아 레코드 마법소녀 마도카☆마기카 외전 - 마키노 이쿠미

2021년
- 천지창조 디자인부 - 츠치야 켄타

### 게임
- 마기아 레코드 마법소녀 마도카☆마기카 외전 - 마키노 이쿠미
- 세븐나이츠 - 메이
- 프린세스 커넥트! Re:Dive - 라피
- Steins;Gate 0 - 쿠루시마 카에데

## 참고 문헌
1. ↑  木野日菜（きのひな）のプロフィール・画像・出演スケジュール|【スタスケ】（2000009716）、2019년5월27일보기。